# Khan Academy
Khan Academy (Akademia Khana) – edukacyjna organizacja non-profit założona w 2006 roku przez absolwenta Massachusetts Institute of Technology, Salmana Khana. Hasło przedsięwzięcia to „zapewnienie wysokiej jakości edukacji każdemu i wszędzie”.
Na stronie internetowej Akademii Khana można znaleźć około 9000 mini-wykładów w postaci filmów zamieszczonych w portalu YouTube i interaktywnych zadań dostępnych poprzez własny portal, dotyczących m.in. matematyki, historii, medycyny, fizyki, chemii, biologii, astronomii, ekonomii i informatyki.

## Historia
Salman Khan, przed założeniem Khan Academy, pracował jako manager funduszy hedgingowych. Po zdobyciu dwóch tytułów na MIT (licencjat z matematyki oraz magister z elektryki i informatyki) uzyskał również tytuł MBA w Harvard Business School. Pod koniec 2004 roku Khan zaczął udzielać korepetycji z matematyki swojej dwunastoletniej kuzynce Nadii, wykorzystując przy tym notatnik Yahoo!'s Doodle. Gdy inni krewni i przyjaciele zaczęli prosić o podobną pomoc, Khan uznał, że bardziej praktyczne będzie umieszczenie krótkich lekcji w serwisie YouTube. Popularność tych filmów edukacyjnych sprawiła, że w 2009 roku Khan odszedł z pracy w finansach i w całości skupił się na tworzeniu filmów edukacyjnych i udostępnianiu ich za darmo w ramach „Akademii Khana”.
Khan Academy, jako organizacja non-profit, utrzymuje się z dobrowolnych datków. Łączna kwota datków to 150 000$, z czego 100 000$ podarowali Ann and John Doerr. Inicjatywa posiada również poparcie Bill & Melinda Gates Foundation oraz Google. We wrześniu 2010 roku Google ogłosiło, że w ramach ich projektu 10100 wspomoże Khan Academy kwotą 2 000 000$, aby umożliwić tworzenie nowych kursów oraz tłumaczenie istniejących na najbardziej popularne języki.

## Wizja i cele
Główne osiągnięcia Khan Academy:
- Stworzenie bazy darmowych filmów edukacyjnych o różnej tematyce. Wszystkie filmy są udostępniane na licencji Creative Commons 3.0[7],
- Stworzenie filmów z ćwiczeniami (głównie z matematyki) pozwalającymi na bieżąco mierzyć swoje postępy,
- Stworzenie mechanizmu dostarczanie stałej informacji zwrotnej oraz wdrożona gamifikacja, które zwiększają zaangażowanie uczniów w naukę.
- Stworzenie portalu umożliwiającego nauczycielom organizowanie klas i śledzenie postępów każdego ucznia jako podstawa do wdrażania idei szkoły odwróconej

Khan ma następującą wizję swojego przedsięwzięcia: 

Moja Akademia może być alternatywą dla realnej szkoły, w której uczniowie będą spędzali 20% swojego dnia na oglądaniu filmów video i robieniu ćwiczeń, a resztę czasu na malowaniu, uprawianiu sportu, komponowaniu muzyki i czymkolwiek innym.

## Uznania i wyróżnienia
- W 2009 roku Khan Academy otrzymuje nagrodę Microsoft Tech Award w kategorii: Edukacja[8]
- W 2010 roku na Festiwalu Idei w Aspen, Bill Gates nazywa zasoby edukacyjne Khan Academy „niesamowitymi” i mówi: „Korzystam z Khan Academy razem z moimi dziećmi”[9].
- W 2010 roku Google w ramach projektu 10100 wspiera Khan Academy kwotą 2 milionów dolarów przeznaczoną na tworzenie i tłumaczenie większej ilości kursów[6].

## Khan Academy po polsku
Grupa entuzjastów otwartej edukacji rozpoczęła pracę nad stworzeniem polskiej wersji językowej KhanAcademy, poprzez tłumaczenie napisów (subtitles) do filmów KA i dodawania polskiej ścieżki dźwiękowej w kanale KhanAcademyPolski na YouTube. Adwokatem języka polskiego KA jest prof. Lech Mankiewicz, dyrektor Centrum Fizyki Teoretycznej PAN. Początkowo prace były prowadzone przy wsparciu finansowym CFT PAN, które otrzymało grant 15 000 USD od amerykańskiej Tides Foundation przeznaczony na lokalizowanie KA w Polsce w latach 2012–2013. We wrześniu 2013 Lech Mankiewicz wraz z Sebastianem Starzyńskim i Elżbietą Piotrowską-Gromniak założyli Fundację Edukacja dla Przyszłości. Celem fundacji jest pozyskiwanie środków na tłumaczenia, koordynacja tłumaczeń i popularyzacja KhanAcademy w Polsce. Głównymi Partnerami Fundacji, finansującymi lokalizację filmów w Polsce, są Fundacja Banku PKO BP, Fundacja Orange, Fundacja HASCO-LEK, ORE, PIAP.
Na portalu Khan Academy w 2016 dostępnych było ok. 3000 filmów w polskiej wersji językowej, a na kanale KhanAcademyPolski na YouTube – ponad 3200 filmów w języku polskim, co przełożyło się na ponad 5 mln obejrzanych filmów w polskiej wersji językowej. W marcu 2016 polski portal Khan Academy uzyskał status LIVE, to znaczy oficjalnej polskiej wersji językowej KhanAcademy. W ten sposób Polska dołączyła do elitarnego grona 6 krajów: Meksyku, Brazylii, Francji, Norwegii, Turcji i Holandii, które mają otwartą wersję językową łącznie z ćwiczeniami i opisami do filmów. W lipcu 2016 Fundacja Edukacja dla Przyszłości uzyskała status Organizacji Pożytku Publicznego. Dodatkowo na Youtube dostępnych jest 60 filmów z dziedziny ekonomii i finansów dostępnych w tłumaczeniu na Polski Język Migowy, wykonanych przez Migam.org.
W 2019 udostępniono polską wersję aplikacji mobilnej Khan Academy.